# Décorations de Noël

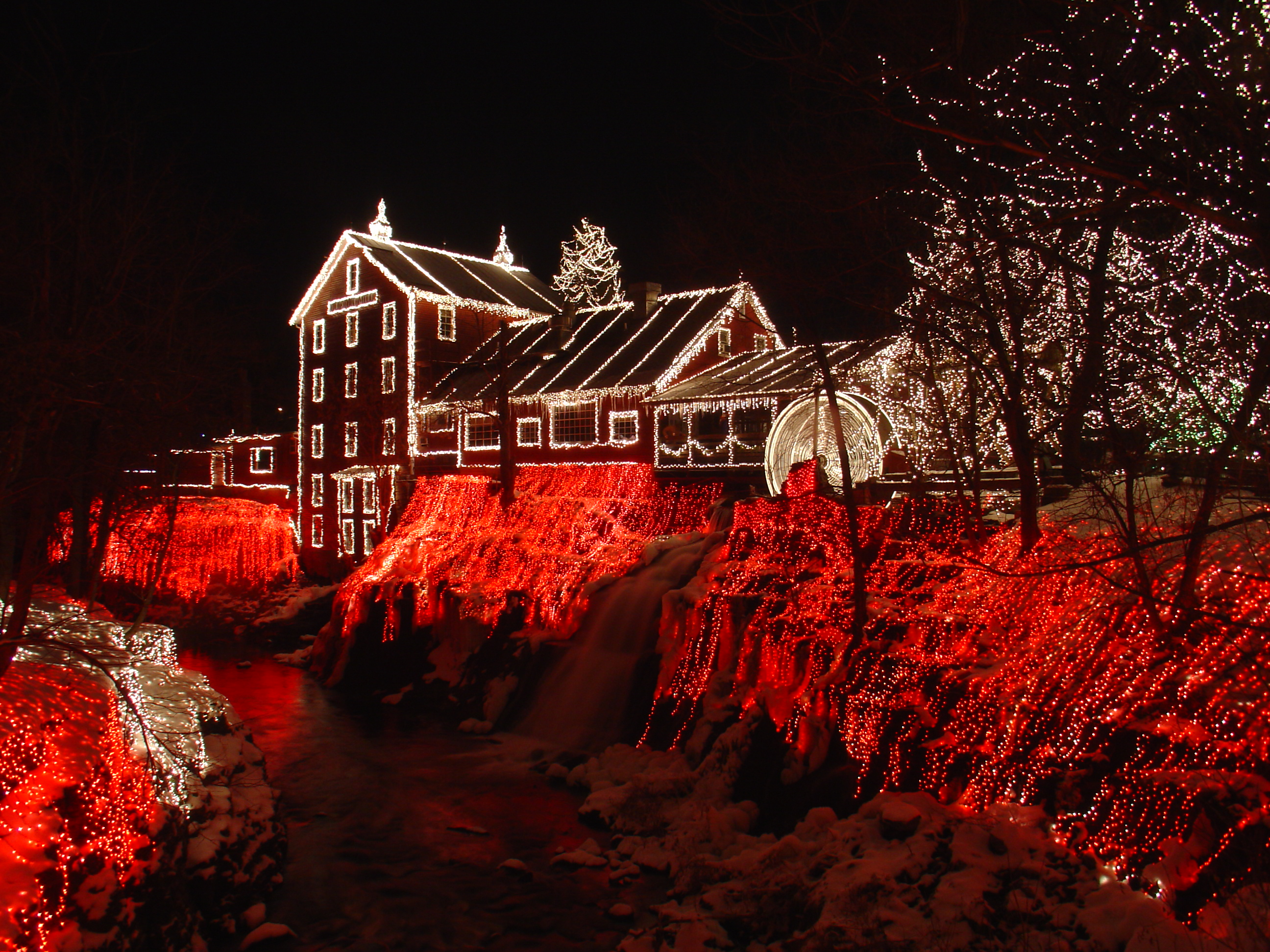
Décorations de Noël sur une maison de Clifton, Ohio.

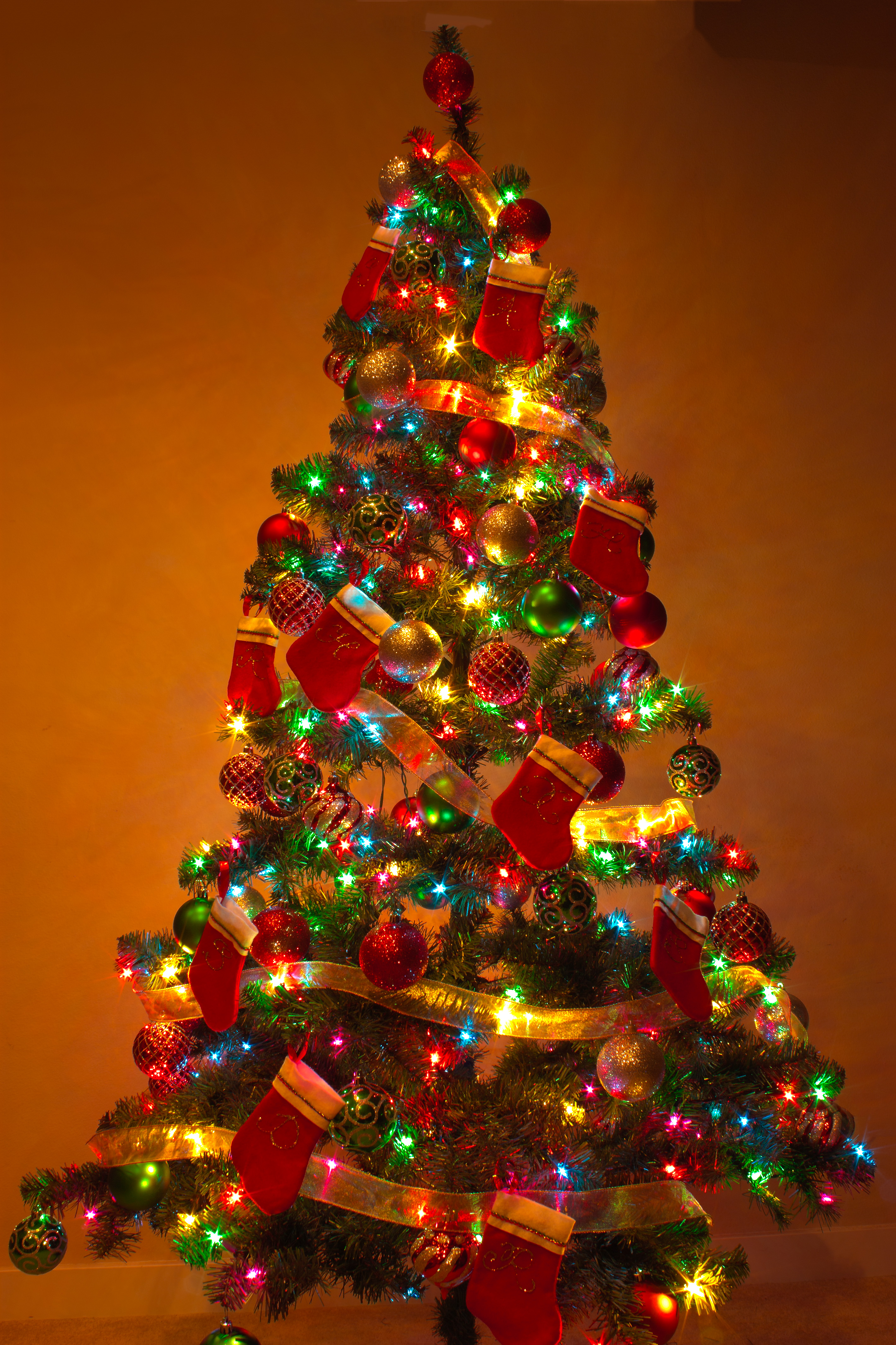
Un sapin décoré.

Les décorations de Noël désignent les décorations dans les maisons et les villes au cours de Noël et l'Avent. Le trait le plus caractéristique dans les foyers est la crèche et le sapin de Noël, et dans les villes les illuminations de Noël.
Les couleurs traditionnelles de ces décorations sont le vert (symbolisant le pin), le blanc (la neige) et le rouge (le cœur). Le bleu et blanc sont souvent utilisés pour représenter l'hiver, l'or et l'argent pour la lumière.

## Histoire
La tradition d'un arbre décoré est ancienne puisque les Celtes décoraient déjà un arbre, symbole de vie au moment du solstice d'hiver. Les Scandinaves faisaient de même pour la fête de Yule, qui avait lieu à peu près à la même date que Noël.
Tertullien se plaignait au IIe siècle que les chrétiens d'Afrique du Nord décoraient leurs maisons de verdures, symbole païen.

## Différents types de décorations
- Couronne de l'Avent
- Sapin de Noël
- Boule de Noël
- Guirlande de Noël
- Crèche de Noël
- Carillon d'anges
- Maison de pain d'épices
- Village de Noël
- Étoile de Noël
- Cornichon de Noël (aux États-Unis)

## Allergènes contenus dans les décorations de Noël
Après plusieurs études scientifiques, des médecins de l'Association de recherche clinique en allergologie et asthmologie (ARCAA), ont décelé des risques potentiels, d'allergènes contenus dans les décorations de noël (moisissures de sapin, sèves de plantes, bougies parfumées).

## Galerie

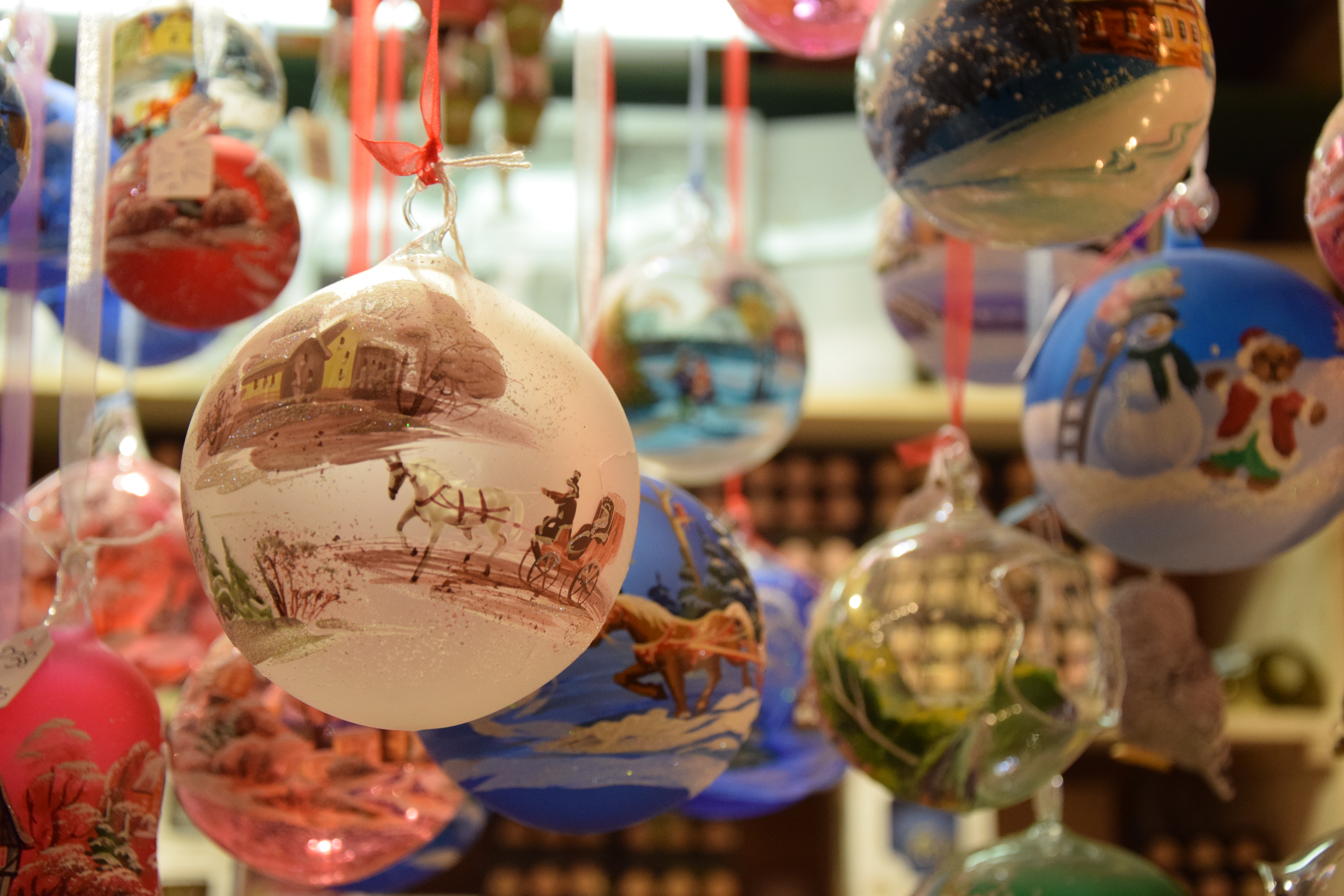
Boules de noël peintes
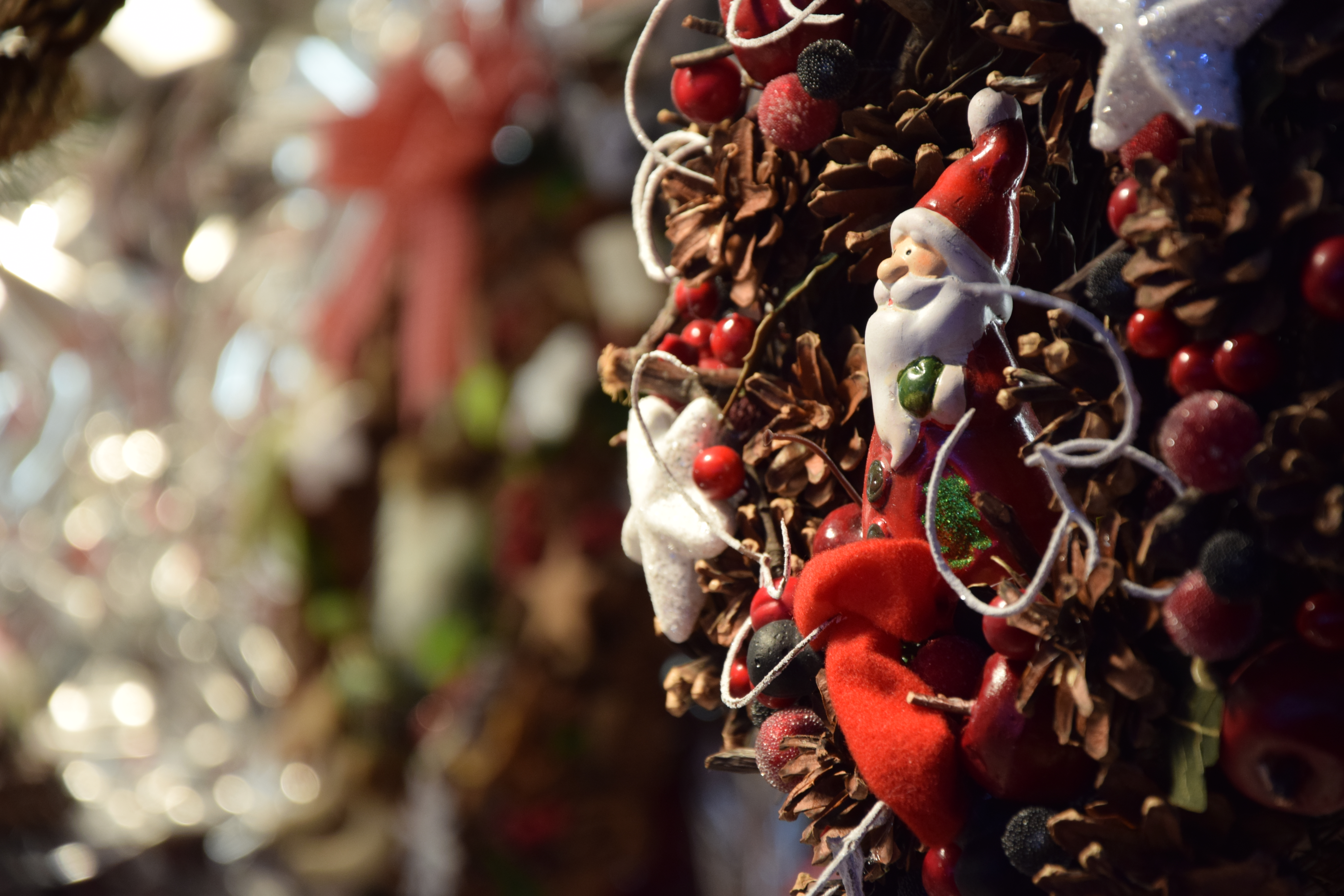
Couronne de sapin murale
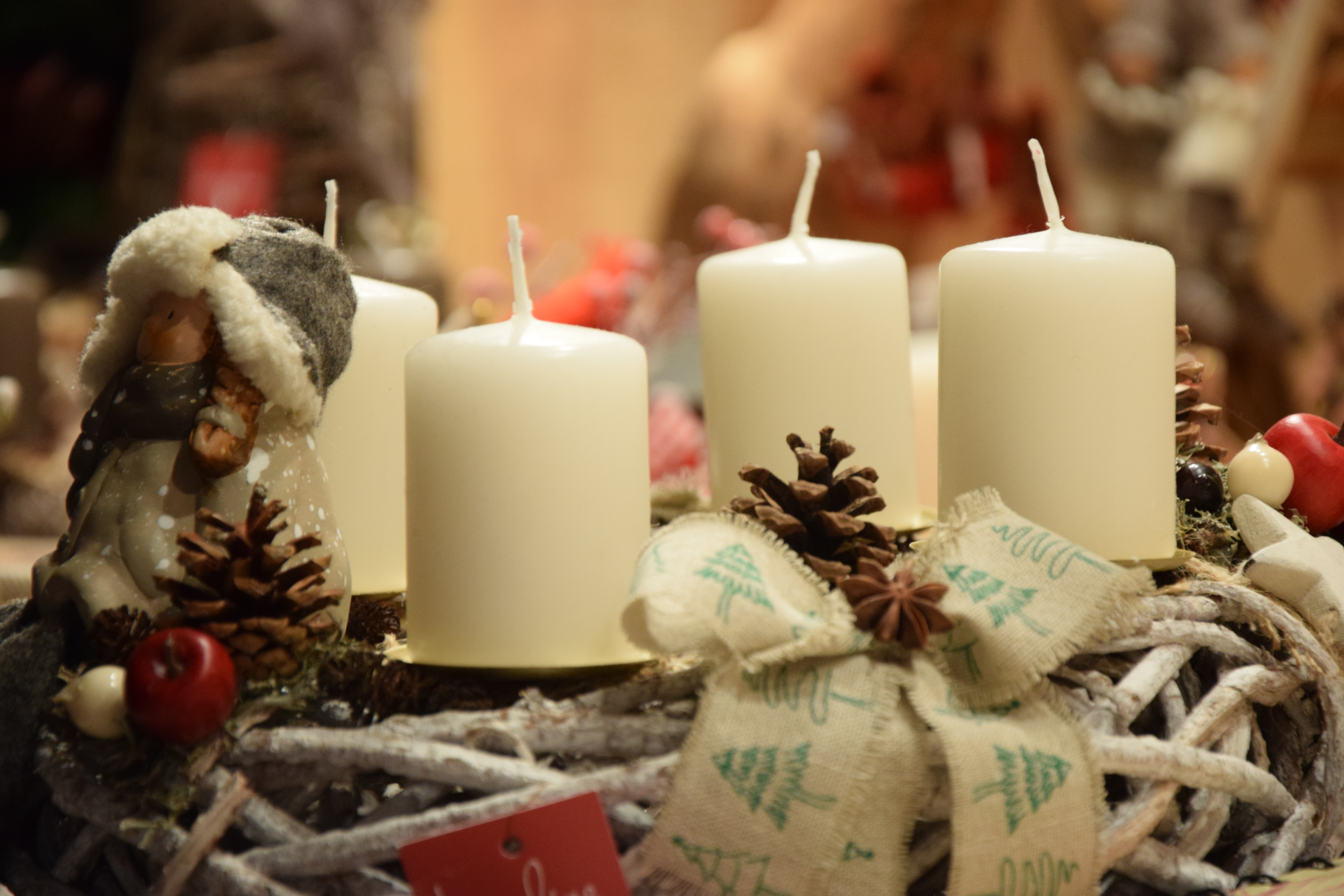
Couronne de l'Avent
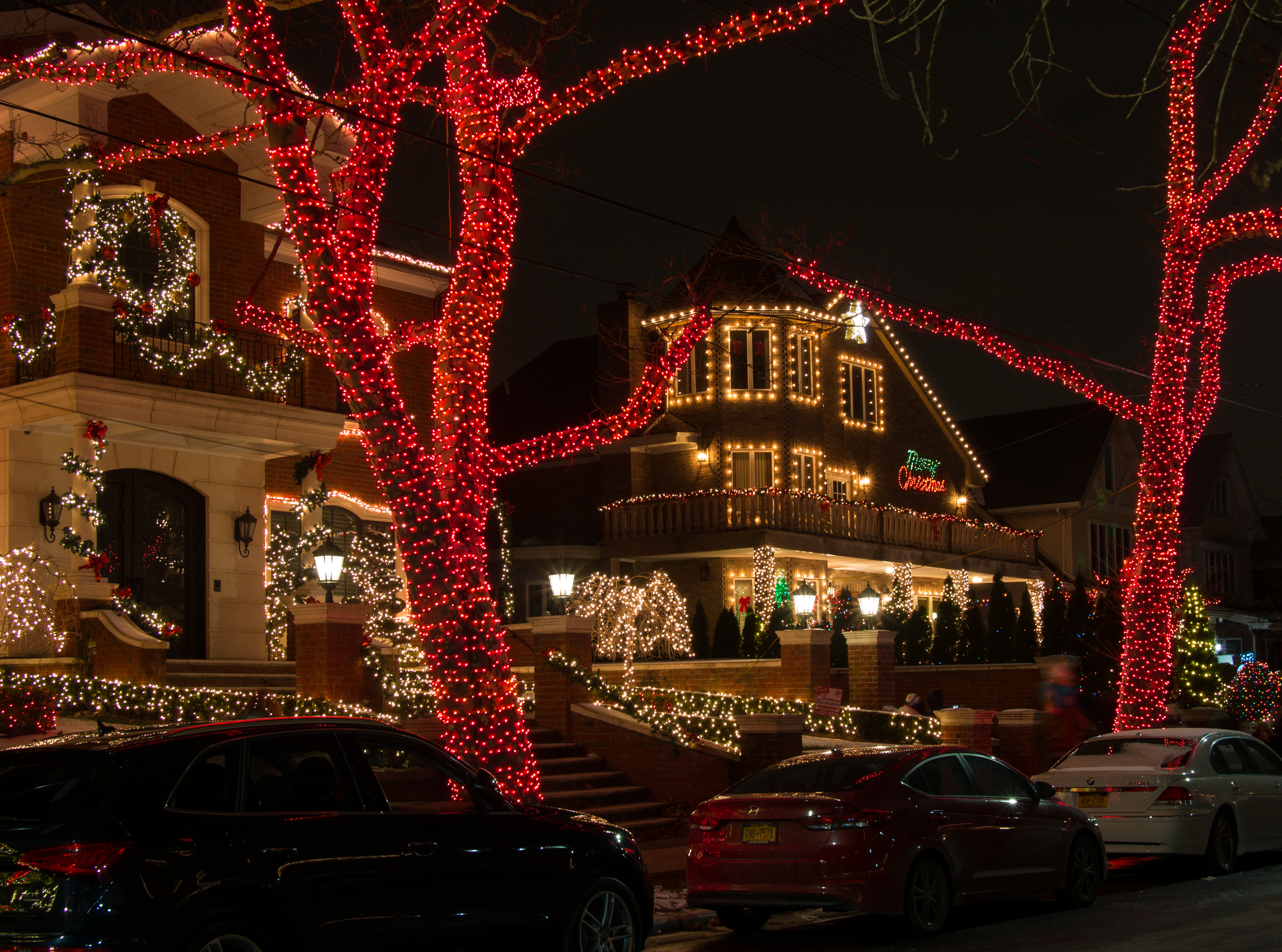
Décorations de Noël dans le quartier de Dyker Heights, New York